# Archipiélago Campano
El Archipiélago Campano (también conocido como archipiélago napolitano) es un archipiélago formado por un grupo de cinco islas mayores ubicadas en el borde del Golfo de Nápoles, en el mar Tirreno. Pertenecen a la región de Campania y a la Ciudad metropolitana de Nápoles.
El archipiélago también fue conocido un tiempo como Isole Partenopee ("Islas Partenopeas"), grupo en el que se incluían las Islas Pontinas de Ponza y Ventotene, que formaban parte de la Provincia de Nápoles antes de la institución de las provincias de Caserta y Latina. Dentro de las islas es posible identificar un grupo más pequeño, llamado Islas Flégreas, de características geológicas comunes, de hecho, similares a las de los Campos Flégreos (Isquia, Procida, Vivara y Nisida). 
Las islas, ordenada por extensión, son las siguientes: 
- Isquia, dividida en 6 municipios: Isquia, Casamicciola Terme, Lacco Ameno, Forio, Serrara Fontana y de Barano d'Ischia;
- Capri, dividida en los municipios de Capri y Anacapri;
- Procida, perteneciente al municipio homónimo;
- Vivara, perteneciente al municipio de Procida;
- Nisida, perteneciente al municipio de Nápoles.

Además hay islitas menores, entre las que:
- el islote del Castillo Aragonés de Isquia;
- el islote de San Martino, perteneciente al municipio de Monte di Procida;
- el islote de la Gaiola, en la extrema punta de Posillipo, perteneciente al municipio de Nápoles;
- el islote de Megaride, donde se eleva el Castel dell'Ovo, perteneciente al municipio de Nápoles;
- el escollo de Rovigliano, cerca de la desembocadura del río Sarno, entre los municipios de Torre Annunziata y Castellammare di Stabia;
- los tres famosos Farallones de Capri y, cerca de estos, el escollo del Monacone;
- las tres Li Galli (Gallo lungo, Castelluccia y Rotonda) frente a la Costa Amalfitana;
- el escollo de Vetara (o Vivaro), a 3 km a oeste de Li Galli.

## Galería

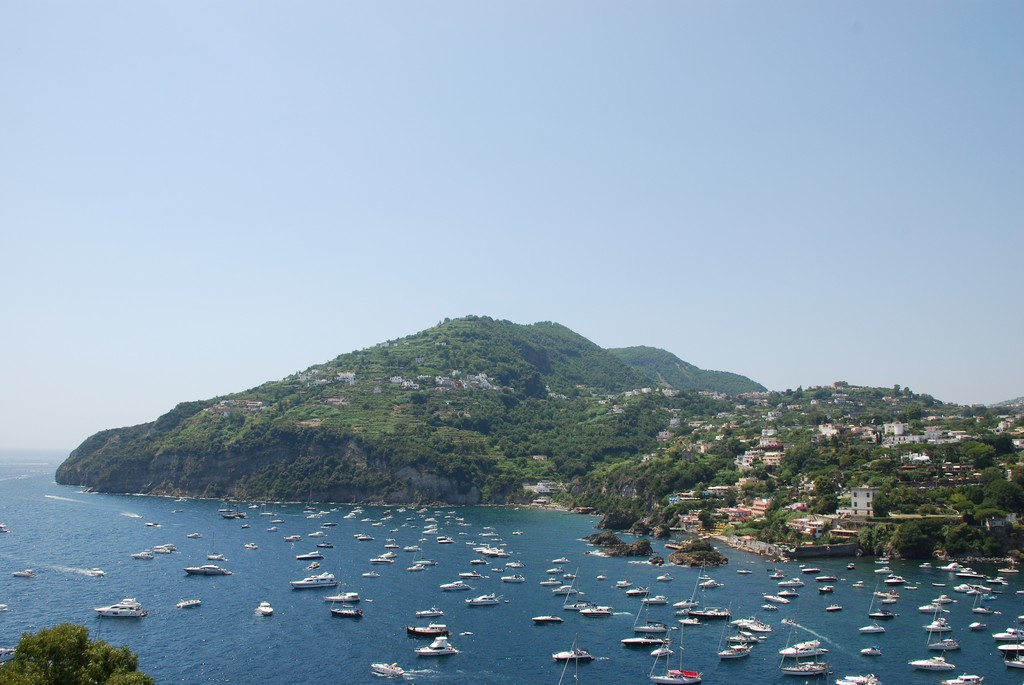
Isquia
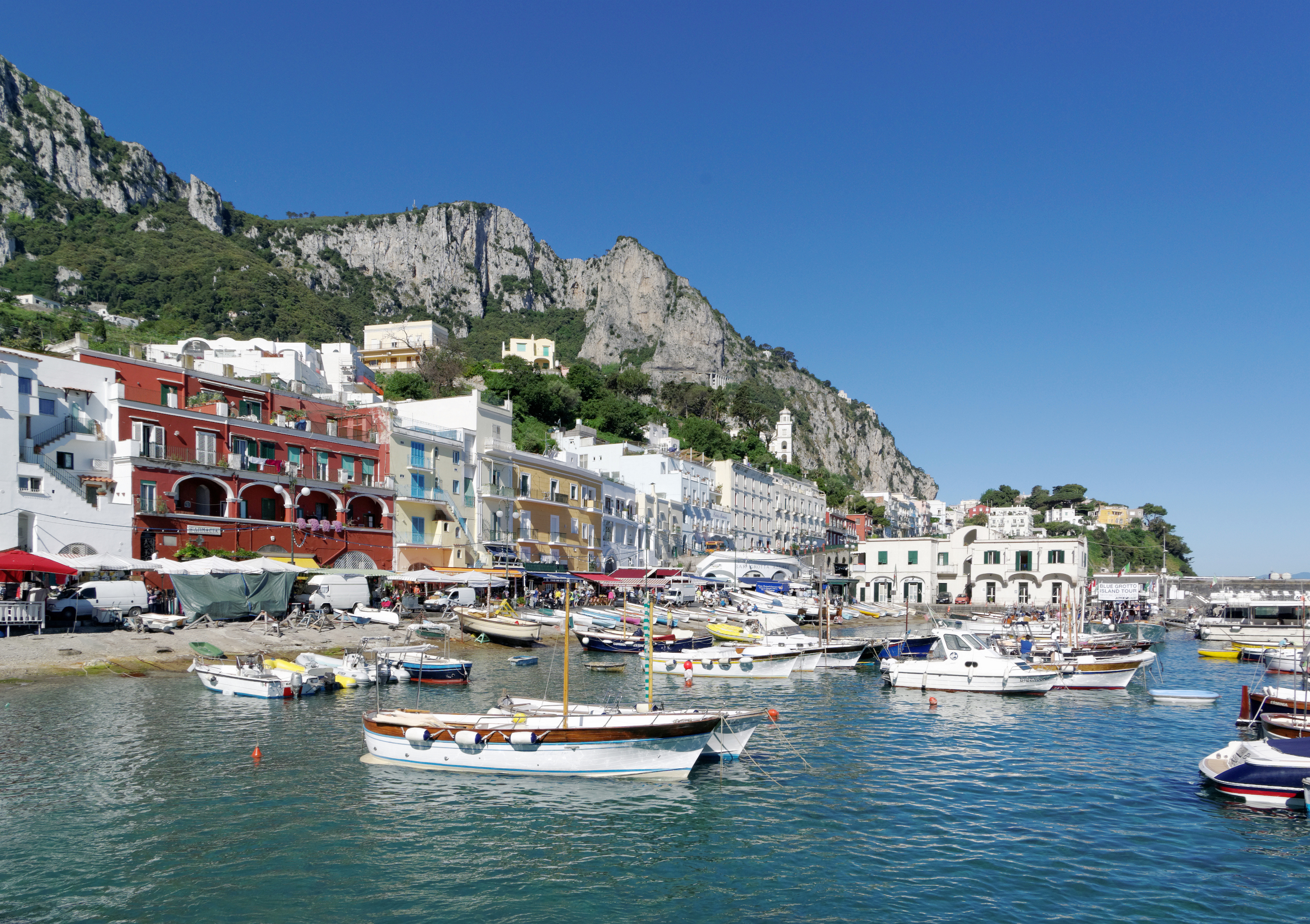
Capri
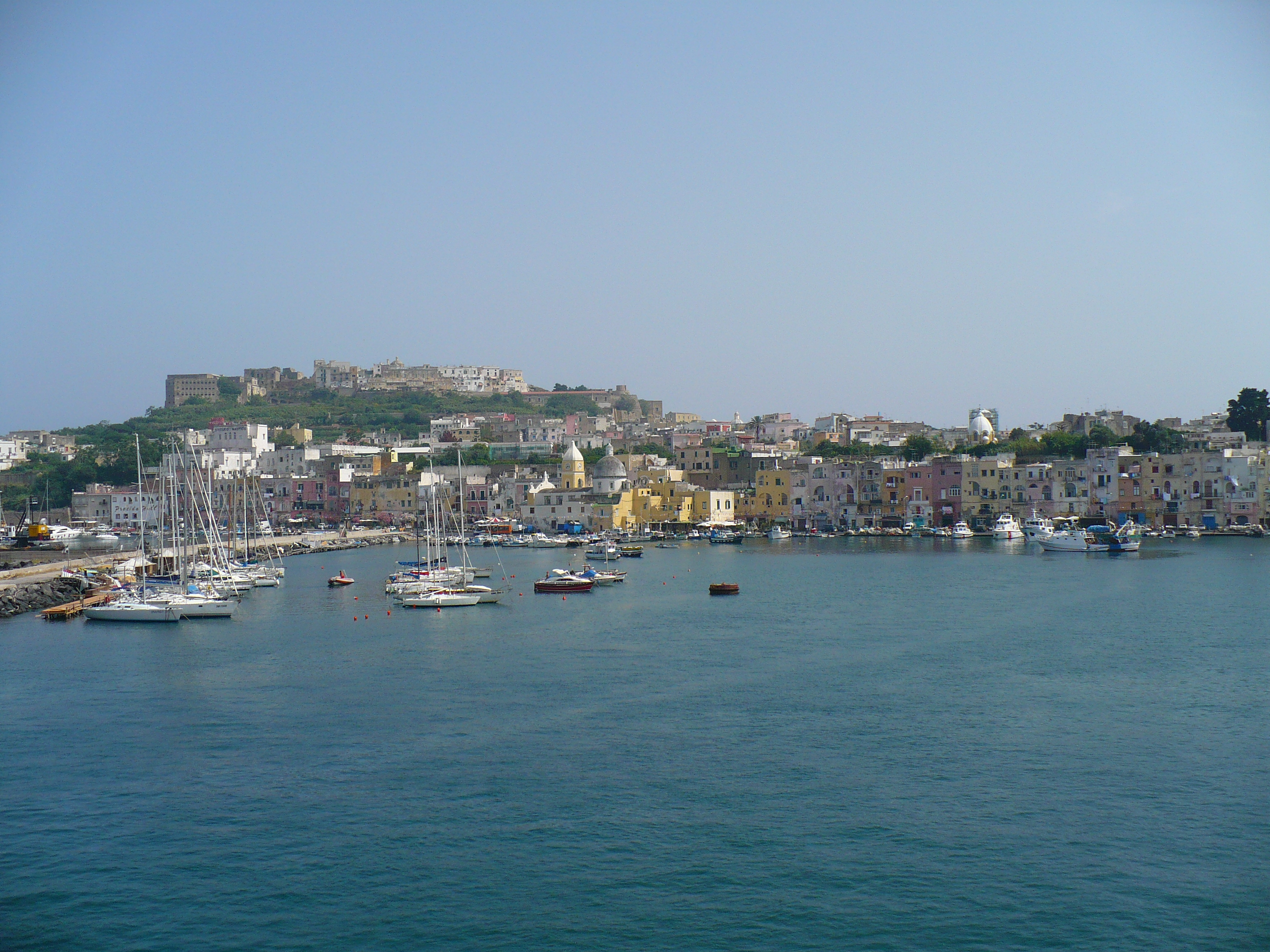
Procida
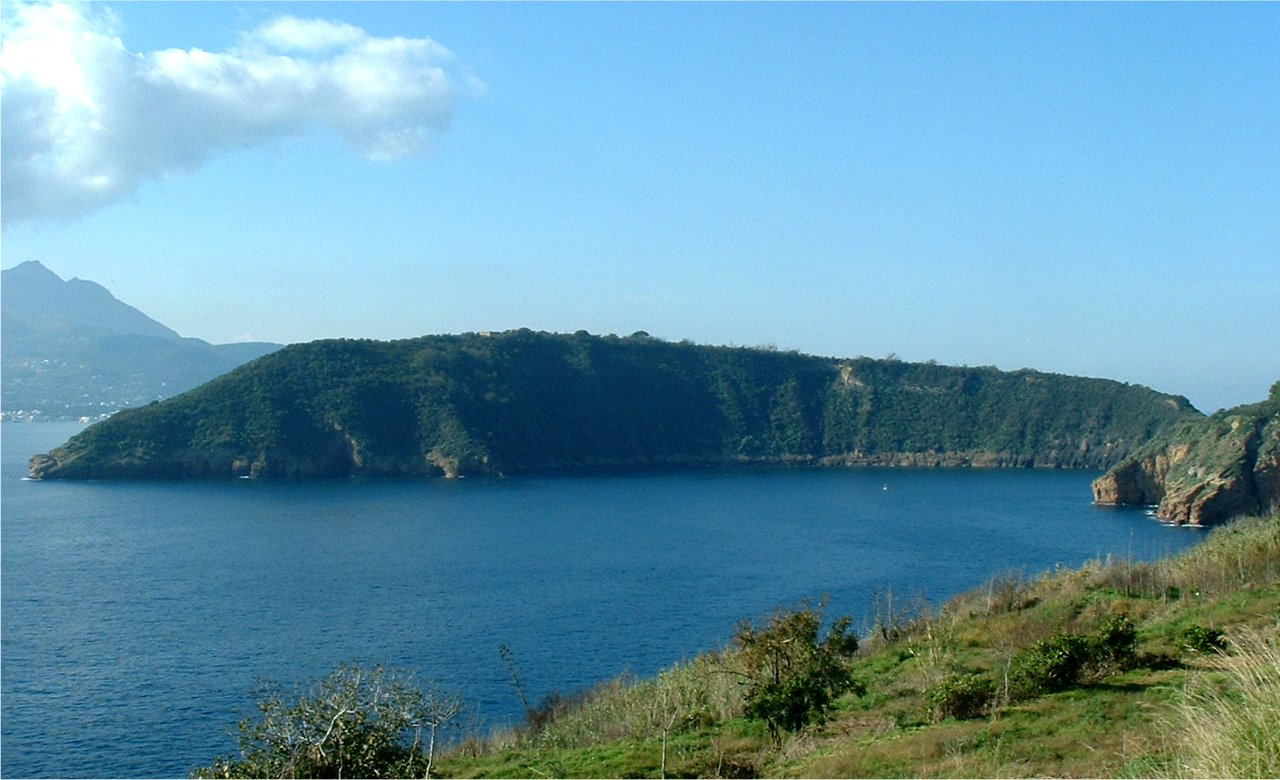
Vivara
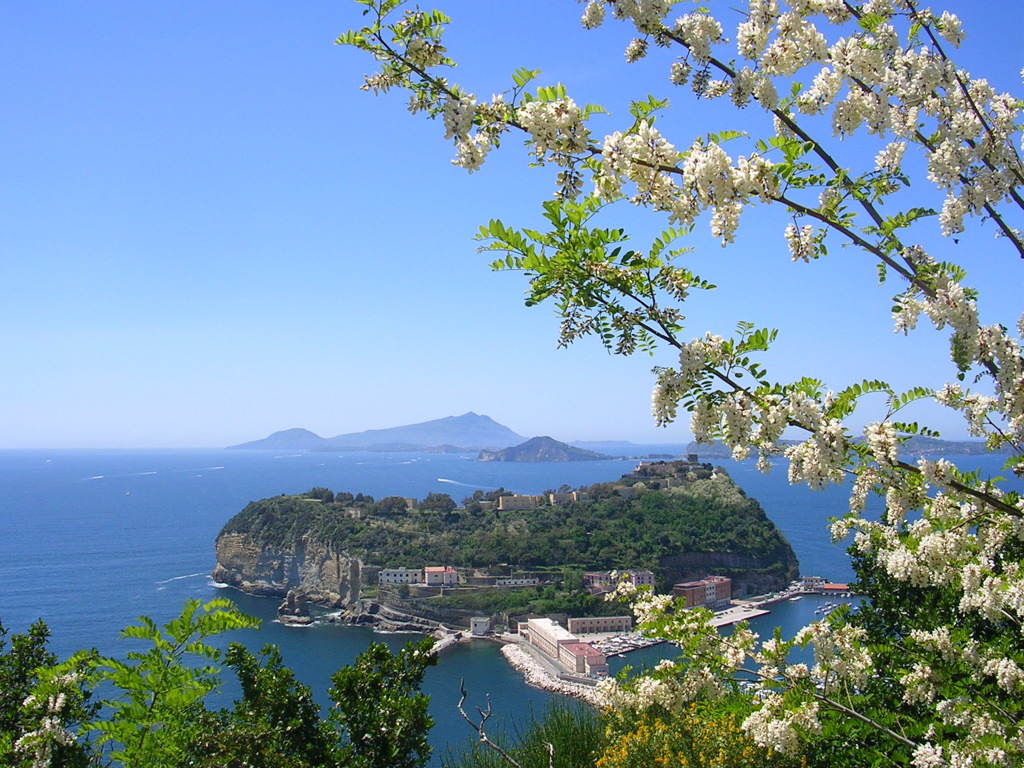
Nisida
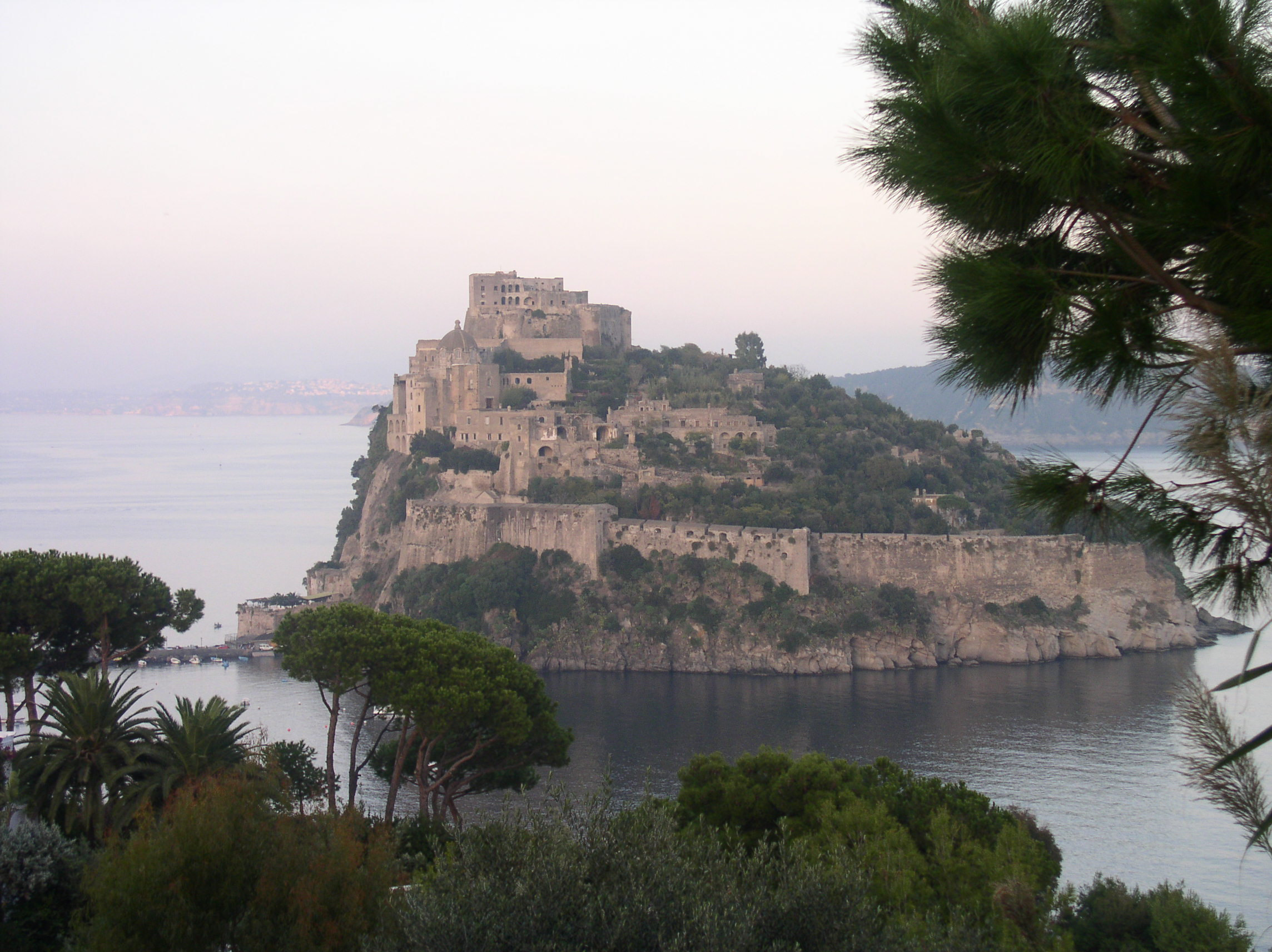
Islote del Castillo Aragonés de Isquia
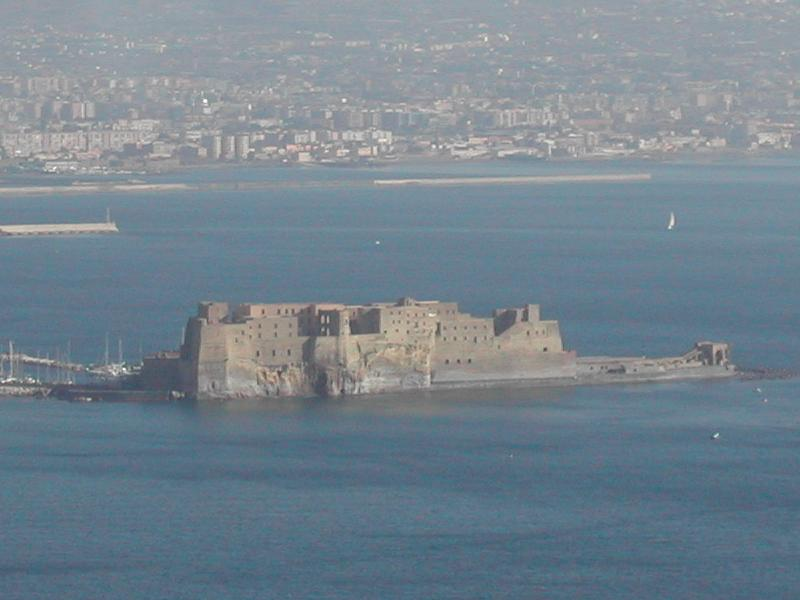
Megaride
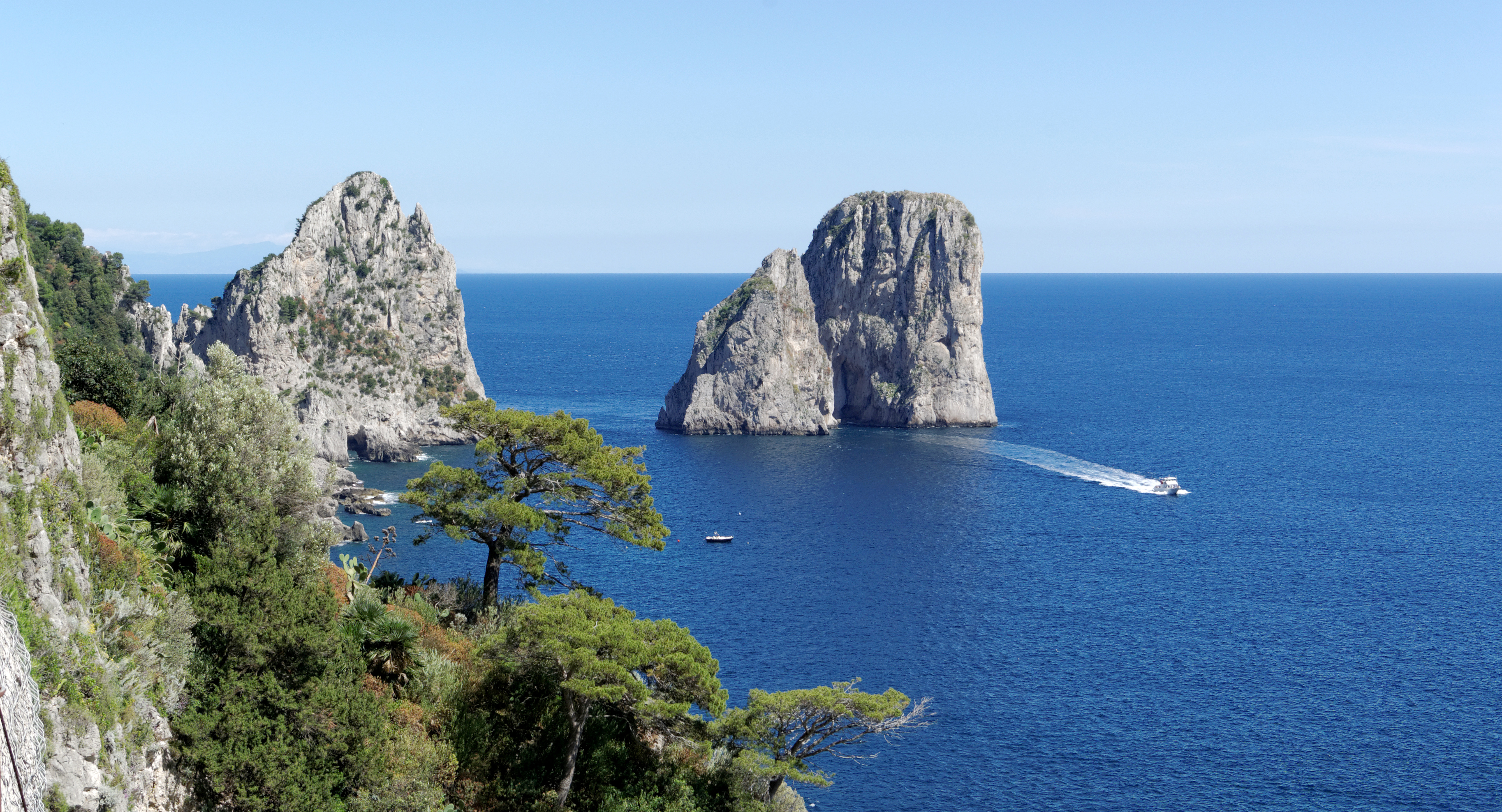
Farallones de Capri
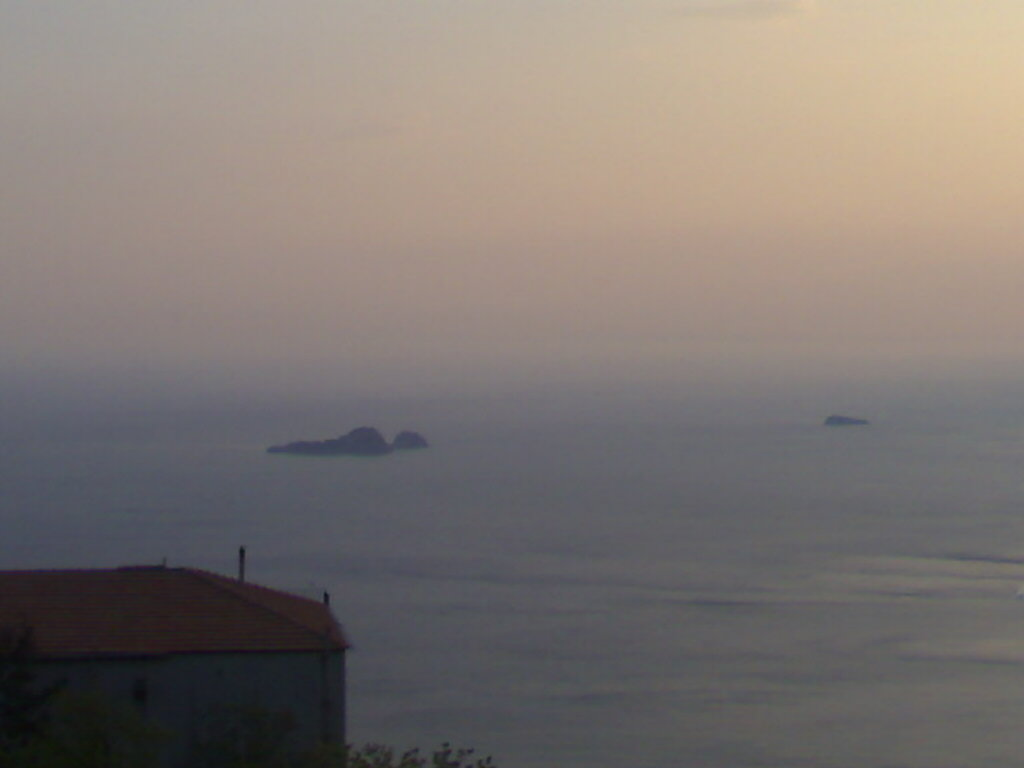
Li Galli